# Зорі типу Алголя
Зорі типу Алголя (EA за класифікацією ЗКЗЗ) — клас затемнюваних подвійних зір із чітко вираженими мінімумами, блиск яких поза затемненням залишається практично незмінним.

## Опис
Затемнення можуть спостерігатися лише для тих подвійних систем, для яких з промінь зору з Землі майже збігається з площиною орбіти зір або утворює з нею малий кут. Коли тьмяніший компонент подвійної системи проходить перед яскравішим, він закриває його від спостерігача з Землі. Частина світла останнього блокується, і загальна яскравість подвійної системи для спостерігача з Землі тимчасово зменшується. Це називається первинним мінімумом подвійної системи. Загальна яскравість також може знижуватись (хоча й меншою мірою), коли гарячий компонент проходить перед холодним. Ці зменшення яскравості мають назву вторинних мінімумів. У деяких випадках вторинний мінімум може не простежуватися.
Вважається, що компоненти подвійних систем типу Алголя мають форму близьку до кулястої, що відрізняє їх подвійних систем типу β Ліри та типу W Великої Ведмедиці, у яких зорі розташовані настільки тісно, що вплив гравітації призводить до значного викривлення форми зір.
Період змінності, тобто час між двома первинними мінімумами, є дуже сталий і визначається орбітальним періодом подвійної зорі, часом, який необхідний двом її компонентам, щоб обернутись один довкола одного, і може змінюватися в  дуже широких межах. Більшість змінних типу Алголя є подвійними системами з досить близько розташованими компонентами, тому їх періоди короткі — декілька днів чи годин. Найкоротший відомий період — 2 години 48 хвилин (0,1167 доби) — має HW Діви. Найдовший період — 27 років (9892 діб) — має ε Візничого, затемнення в цій системі триває 18 місяців.
Здебільшого амплітуда зміни яскравості становить до однієї зоряної величини, найбільша відома — 3,4 величини (V342 Орла). Компоненти подвійної зорі можуть мати будь-який спектральний клас, хоча зазвичай яскравіший компонент має клас B, A, F або G.
Змінність самого Алголя — прототипу цього класу змінних зір — вперше була письмово відзначена 1667 року Джемініано Монтанарі, а механізм змінності вперше правильно пояснив Джон Ґудрайк 1782 року.
На сьогодні відомо тисячі подвійних зір типу Алголя: у четвертому виданні Загального каталогу змінних зір 2003 року налічується 3554 таких зір (9% усіх змінних).

## Класифікація
Змінні типу Алголя виділяють серед інших затемнюваних зір за особливостями кривої блиску. За цією класифікацією вони отримують позначення EA. Для подвійних систем застосовують також інші критерії класифікації:
- за фізичними особливостями компонентів;
- за ступенем заповнення компонентами своїх порожнин Роша.

Об'єктам можуть призначати позначення за кожною з цих трьох класифікацій, розділяючи їх похилою рискою (наприклад, EA/DS/RS).

### Класифікація за фізичними особливостями компонентів
- GS (giant and supergiant) — система з одним або обома компонентами — гігантом та/або надгігантом; другий компонент може бути зорею головної послідовності.
- PN — системи, в яких одним з компонентів є планетарна туманність (UU Sge).
- RS — системи типу RS Гончих Псів. Характеризуються наявністю в їх спектрах потужних емісійних ліній кальцію та калію змінної інтенсивності, що означає підвищену хромосферну активність сонячного типу, і наявністю рентгенівського та радіовипромінювання. Деякі системи мають на кривих блиску синусоподібні хвилі з амплітудою й фазою, що повільно змінюються. Ці хвилі часто називають «хвилями викривлення» (англ. distortion wave) і пояснюють їх диференційним обертанням зорі та наявністю на поверхні плям.
- WD (white-dwarf) — системи з білим карликом.
- WR (Wolf-Rayet) — системи, в яких одним з компонентів є зоря Вольфа—Райє (V444 Cyg).

### Класифікація за ступенем заповнення порожнини Роша
- D (Detached) — розділена система. Обидва компоненти не заповнили своїх порожнин Роша.
  - DM (main-sequence) — розділена система головної послідовності. Обидва компоненти є зорями головної послідовності.
  - DS (subgiant) — система з субгігантом.
  - AR — розділені системи типу AR Ящірки. Обидва компоненти є субгігантами.
  - DW — системи, за фізичними властивостями подібні до змінних типу W Великої Ведмедиці (див. нижче клас KW), однак неконтактні.
- SD (Semidetached) — напіврозділена система, в якій один з компонентів майже заповнив свою порожнину Роша.
- K — контактні системи, обидва компоненти заповнили свої порожнини Роша.
  - KE (early spectral type) — контактна система раннього (O-A) спектрального класу.
  - KW — контактні системи типу W Великої Ведмедиці з еліпсоїдальними компонентами спектральних класів F0-K.

Зазвичай зорі типу Алголя — це розділені (Detached) та напіврозділені (Semidetached) системи.

## Приклади змінних типу Алголя
| Позначення (назва)         | Сузір'я         | Відкриття змінності        | Видима зоряна величина (Максимум) | Видима зоряна величина (Мінімум) | Різниця в величині | Період       | Підтип | Спектральні типи (затемнювані компоненти) | Коментар                                       |
| -------------------------- | --------------- | -------------------------- | --------------------------------- | -------------------------------- | ------------------ | ------------ | ------ | ----------------------------------------- | ---------------------------------------------- |
| ε Aur                      | Візничий        | J.H. Fritsch, 1821         | 2m.92                             | 3m.83                            | 0.91               | 27,08 років  | GS     | F0 Iab + ~ B5V                            |                                                |
| U Цефея                    | Цефей           |                            | 6m.75                             | 9m.24                            | 2.49               | 2.49305 дн.  |        |                                           |                                                |
| R CMa                      | Великий Пес     |                            | 5m.70                             | 6m.34                            | 0.64               | 1.13594 дн.  | SD     |                                           | потрійна зоря                                  |
| S Cnc                      | Рак             | Гайнд, 1848                | 8m.29                             | 10m.25                           | 1.96               | 9.48455 дн.  | DS     |                                           |                                                |
| α CrB (Гемма або Альфекка) | Північна Корона |                            | 2m.21 (B)                         | 2m.32 (B)                        | 0.11               | 17.35991 дн. | DM     | A0V + G5V                                 |                                                |
| U CrB                      | Північна Корона |                            | 7m.66                             | 8m.79                            | 1.13               | 3.45220 дн.  | SD     |                                           |                                                |
| u Her (68 Her)             | Геркулес        |                            | 4m.69                             | 5m.37                            | 0.68               | 2.05103 дн.  | SD     |                                           |                                                |
| VW Гідри                   | Гідра           |                            | 10m.5                             | 14m.1                            | 3.6                | 2.69642 дн.  | SD     |                                           |                                                |
| δ Ori (Мінтака)            | Оріон           | Джон Гершель, 1834         | 2m.14                             | 2m.26                            | 0.12               | 5.73248 дн.  | DM     | O9.5 II + B0.5III                         |                                                |
| VV Ori                     | Оріон           |                            | 5m.31                             | 5m.66                            | 0.35               | 1.48538 дн.  | KE     |                                           |                                                |
| Алголь (β Per)             | Персей          | Джемініано Монтанарі, 1669 | 2m.12                             | 3m.39                            | 1.27               | 2.86730 дн.  | SD     | B8V + K0IIV                               | прототип, потрійна зоря                        |
| ζ Phe                      | Фенікс          |                            | 3m.91                             | 4m.42                            | 0.51               | 1.66977 дн.  | DM     | B6 V + B9 V                               | можливо чотирикратна зоряна система            |
| U Sge                      | Стріла          |                            | 6m.45                             | 9m.28                            | 2.83               | 3.38062 дн.  | SD     |                                           |                                                |
| λ Tau                      | Телець          | Баксенделл, 1848           | 3m.37                             | 3m.91                            | 0.54               | 3.95295 дн.  | DM     | B3 V + A4 IV                              | потрійна зоря                                  |
| BL Tel                     | Телескопа       | Лейтен, 1935               | 7m.09                             | 8m.08                            | 0.99               | 778 дн.      | GS     | F4Ib+M                                    | один компонент може бути фізично змінною зорею |